# 諾克斯 (印地安納州亨利縣)
諾克斯（英語：Knox）是位於美國印地安納州亨利縣的一個非建制地區。該地的面積和人口皆未知。